# Vagón refrigerado
Vagón refrigerado es un vagón para mercancías que cuenta con un equipo de enfriamiento. Están designados por la Unión Internacional de Ferrocarriles (UIC) como Clase I.

## Historia
Los primeros vagones se enfriaban con hielo que había sido cortado en invierno a partir de piletas especiales o lagos. Fue Gustavus Swift que tuvo éxito en el invierno de 1877 al desarrollar por primera vez un sistema de enfriamiento eficiente para vagones de ferrocarril para los negocios de Chicago y los productores de carne. Circuló aire a través del hielo y luego a través de todo el vagón con el fin de enfriarlo. Este sistema es la base del éxito de la unión Stock Yard, los mataderos de Chicago. Los vagones refrigerados hicieron posible por primera vez el transporte de la carne de los animales sacrificados a la totalidad de los Estados Unidos. Más tarde, se utilizó el hielo fabricado, pero esto dio paso rápidamente a otros medios de enfriamiento; el más simple era la sustitución de agua de hielo "normal" por hielo seco. Con el aumento de la fiabilidad de los motores de combustión, surgieron furgonetas frigoríficas con motor. Hay incluso furgonetas cuya refrigeración se logra por la evaporación del gas licuado.

## Uso
En los trenes de larga distancia en los países del antiguo bloque del Este, se utilizaron los trenes frigoríficos que formaban un vagón con una planta de refrigeración, una camioneta de guardias y varios furgones refrigerados.
La mayoría del alimento es transportado por carretera hoy en día debido a que los tiempos de viaje son más cortos. Por lo tanto, el balance de las furgonetas refrigeradas propiedad de compañías ferroviarias se ha reducido considerablemente. Los furgones refrigerados en la Europa de hoy son operados por Interfrigo. Estos vagones son fáciles de distinguir externamente: las furgonetas blancas son vagones frigoríficos normales, los azules con rayas blancas a lo largo del lado de la máquina son furgones frigoríficos refrigerados.